# Barkiyaruq
Abu al-Muzaffar Rukn ud-Din Barkyaruq ibn Malikshah (tiếng Ba Tư: ابو المظفر رکن الدین رکن الدین برکیارق بن ملکشاه), được biết đến rộng rãi là Barkyaruq, là hoàng đế của Đại Seljuk từ năm 1094 đến 1105. Từ Berk Yaruq trong tiếng Đột Quyết có nghĩa là (mạnh mẽ, hay ánh sáng không thể lay chuyển).

## Tuổi trẻ
Barkiyaruq sinh ra vào năm 1079 hoặc 1080, ông là người con trai lớn nhất của Malik Shah I  và một công chúa Seljuq. Ông có năm người em là Mahmud I, Ahmed Sanjar và Mehmed I, Dawud và Ahmad.
Suốt thời niên thiếu của mình, việc kế vị ngai vị Sultan Seljuk trở nên phức tạp sau cái chết của hai người em cùng cha khác mẹ của ông: Dawud (mất năm 1082) và Ahmad (mất năm 1088), cả hai đều là con của công chúa Kara-Khanid Đồ Nhĩ Khảm Khả đôn (Turkan Khatun). Ngoài ra, bà cũng có một người con trai tên là Mahmud (sinh năm 1087) - người mà bà muốn sẽ trở thành người kế vị Malik Shah, trong khi tể tướng Nizam al-Mulk và hầu hết tướng sĩ nhà Seljuk đều ủng hộ Barkiyaruq lên ngôi. Gặp trở ngại, Turkan Khatun liên minh với Taj al-Mulk Abu'l Ghana'im nhằm cố gắng loại bỏ Nizam. Kết quả, Nizam bị ám sát năm 1092, khiến Barkiyaruq mất đi một người ủng hộ mạnh mẽ. Cha của Barkiyaruq chết cuối cùng vài tháng sau đó. Sau đó, Turkhan Khatun nhân cái chết của chồng, cùng với sự hỗ trợ của Taj al-Mulk, đã đưa đưa con trai 4 tuổi của mình là Mahmud I lên ngôi, trong khi Barkiyaruq được tuyên bố là Sultan của Seljuk ở thành Ray bởi phe cánh của cựu tể tướng Nizam al-Mulk.

## Tại vị
Tuy nhiên, Mahmud không phải là người duy nhất cạnh tranh ngai vị với Barkiyaruq mà còn có những vị hoàng tử khác như Arslan-Argun, Mehmed I hay Tutush I đều tự tuyên bố là vua. Không lâu sau đó, Taj al-Mulk bị ám sát bởi ghulam trung thành với Nizam al-Mulk, trong khi Turkhan Khatun và con trai Mahmud I cũng bị sát hại vào năm 1094. Một năm sau, Barkiyaruq đại chiến với Tutush I ở Ray. Barkiyaruq đã giành được chiến thắng và giết chết Tutush I cùng với người ủng hộ ông ta là Ali ibn Faramurz.
Barkiyaruq qua đời năm 1105 ở Borujerd khi mới 25 tuổi và được kế nhiệm bởi Malik Shah II. Nhiều thông tin nói rằng thi thể của ông đã được chuyển về Isfahan. Tuy nhiên, một số người nói rằng ngôi mộ của ông nằm cách Borujerd 5 km về phía bắc, tại một nơi mà ngày nay là một di tích lịch sử được gọi là Zavvarian.

## Chính sự
Trong suốt triều đại của Barkiyaruq có tổng cộng năm vị tể tướng: ba người trong số đó là con của Nizam al-Mulk; Izz al-Mulk Husain, Mu'ayyid al-Mulk and Fakhr al-Mulk. Hai vị tể tướng khác là Abd-al-Dihistani Jalil và Khatir al-Mulk Abu Mansur Maybudi. Dưới triều đại của mình, Barkiyaruq chủ yếu tập trung tìm cách kiếm tiền để chi trả các khoản chi phí của quốc gia.